# 波多羅日涅 (茹拉夫諾市鎮)
49°13′38″N 24°11′15″E / 49.22722°N 24.18750°E

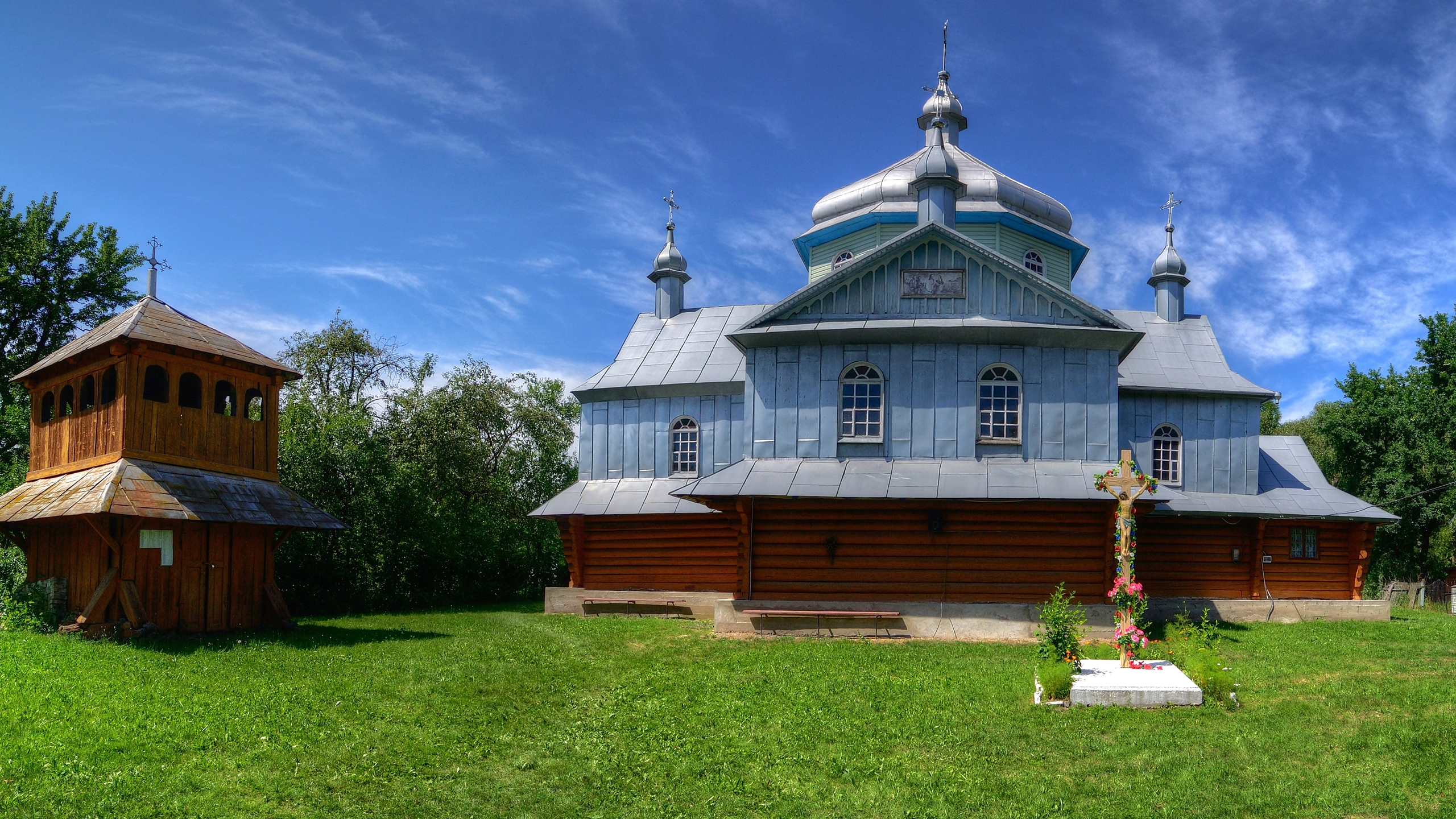
教堂

波多羅日涅（烏克蘭語：Подорожнє），是烏克蘭的村落，位於該國西部利沃夫州，由斯特雷區茹拉夫諾市鎮負責管轄，面積1.36平方公里，海拔高度287米，2001年人口476，人口密度每平方公里350人。